# Raj Loomba, Baron Loomba

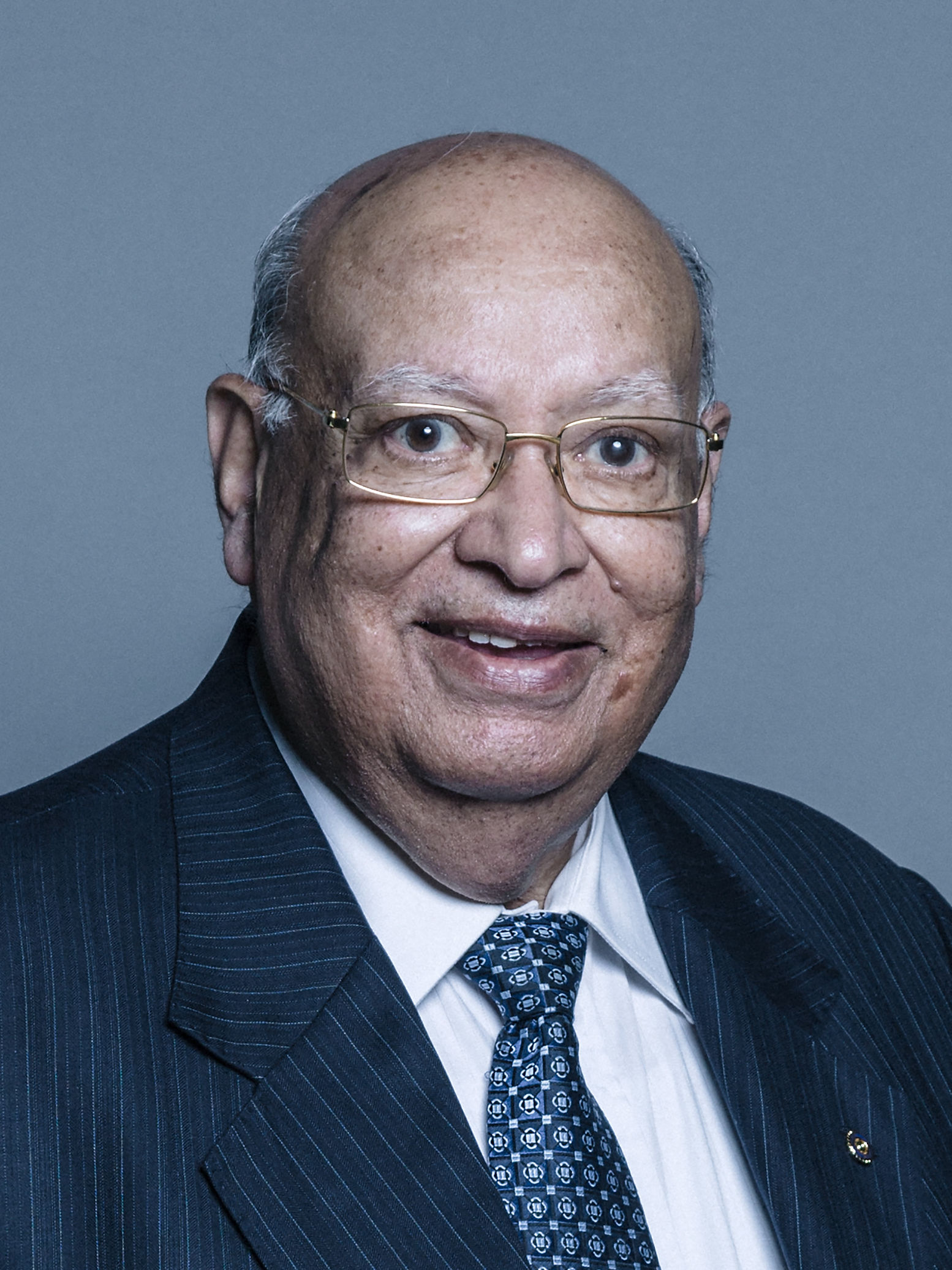
Raj Loomba, Baron Loomba

Rajinder Paul „Raj“ Loomba, Baron Loomba, CBE (* 13. November 1943 in Dhilwan, Punjab, Indien) ist Gründer und CEO der Rinku Group und liberaldemokratisches Mitglied des House of Lords.

## Leben und Karriere
Lord Loomba wurde als eines von sieben Kindern in Dhilwan im Bundesstaat Punjab in Indien geboten. Er ging auf das D.A.V College in Jallandhar und studierte an der  University of Iowa. 1962 zog seine Familie nach England. Loomba baute sein Modeimperium von der Pike auf. Er fing an mit einem Stand auf dem Markt von Widnes, hatte dann einen Laden, einen Großhandel und schließlich eine Importfirma, die Rinku Group Ltd. Die Firma hat über 200 Filialen in Großbritannien, Büros in London, Delhi und China und ist Lieferant mehrerer bedeutender Handelsketten.
Er ist verheiratet mit Veena Chaudhry, mit der er zwei Töchter und einen Sohn hat.

## Wohltätige Arbeit
Loomba machte sich einen Namen mit seinem Fundraising und Campaigning zum Thema Witwenschaft in der Dritten Welt. Seine Mutter,  Shrimati Pushpa Wati Loomba, wurde im Alter von 37 Jahren Witwe und Loomba erlebte aus eigener Anschauung die soziale und wirtschaftliche Diskriminierung der Witwen in Indien.
Loomba ist Mitglied des Rotary Club in London, des Institute of Directors und ist Freeman of the City of London. Er ist Vorsitzender des Friends of the Three Faiths Forum, ist Schirmherr von Children In Need India und Gründungsmitglied der World Punjabi Organisation. Er ist Vizepräsident von Barnardo’s und der Wohltätigkeitsorganisation der Metropolitan Police, der Safer London Foundation. Im Jahr 1997 wurde ihm der Titel Asian of the Year UK verliehen.
Im Gedenken an seine Mutter gründete er die Wohltätigkeitsorganisation The Loomba Foundation, die die Aufmerksamkeit auf die Witwenschaft lenken soll und die Erziehung von deren Kindern in Indien und anderen Ländern der Dritten Welt verbessern soll. Aushängeschild der Organisation ist der Internationale Witwentag am 23. Juni, dem Jahrestag der Witwenschaft seiner Mutter. Er wurde von der Generalversammlung der Vereinten Nationen anerkannt.
In Anerkennung seiner wohltätigen Arbeit wurde ihm der Order of the British Empire (CBE) von Prinz Charles bei einer Zeremonie im Buckingham Palace verliehen.

## House of Lords
Im Januar 2011 wurde Loomba als Baron Loomba zum Life Peer erhoben. Seit dem 13. Januar 2011 sitzt er für die Liberaldemokraten im House of Lords. Am 17. Januar 2011 wurde er in das House of Lords eingeführt, unterstützt von McNally und Dholakia. Am 21. Januar 2011 hielt er seine erste Rede.  Seine Peerage sorgte für Kontroversen, als es bekannt wurde, dass eines der drei Mitglieder des Ernennungsausschusses sechs Flugreisen vom Loomba Trust bezahlt bekommen hatte.